# تپه پیرود
تپه پیرود مربوط به دوره ساسانیان است و در شهرستان خوی، بخش قطور، روستای حبشی سفلی واقع شده و این اثر در تاریخ ۱۷ اسفند ۱۳۸۱ با شمارهٔ ثبت ۷۸۳۴ به‌عنوان یکی از آثار ملی ایران به ثبت رسیده است.